# Yuriy Aleksandrov (boxe anglaise)
Yuriy Aleksandrov (en russe : Ю́рий Васи́льевич Алекса́ндров), né le 13 septembre 1963 à Kamensk-Ouralski, RSFS de Russie, et mort le 2 janvier 2013, est un boxeur soviétique, Maître émérite des sports de l'URSS.

## Biographie
Youriy commence le pratique de la boxe alors qu'il a dix ans sous influence de son frère ainé Aleksander. Son premier entraineur est Alekseï Andreïevitch Dementiev de l'association sportive Troud («Труд»). Il devient champion d'URSS junior en 1979, finaliste du championnat d'URSS en 1980, puis, champion d'URSS en 1981.
Décédé à Moscou d'un arrêt cardiaque à l'âge de 49 ans, il est enterré au cimetière Troïekourovskoïe.

## Carrière
Sa carrière amateur est principalement marquée par un titre mondial remporté à Munich en 1982 dans la catégorie poids mouches et un titre européen à Turin en 1987.